# منغنوسيت
المنغنوسيت هو معدن أكسيدي نادر يحوي على المنغنيز، وهو أكسيد المنغنيز الثنائي.
وصف المعدن لأول مرة سنة 1817 في جبال هارز في ألمانيا.